# 天津市消防救援总队
天津市消防救援总队，加挂天津市消防救援局牌子，是中华人民共和国天津市的消防救援机构，由中华人民共和国应急管理部与天津市人民政府双重领导，承担天津市内的火灾扑救、抢险救援、消防监督等职责。

## 历史沿革
1901年4月（清光绪二十七年三月），天津都统衙门设消防队。1902年9月（光绪二十八年八月），消防队随天津都统衙门裁撤。1903年（光绪二十九年），天津南段巡警总局、天津北段巡警总局先后设立消防队。1910年（宣统二年），直隶巡警道天津警务公所设立消防队，亦称消防总署，下设2个分队，辖官警148人。
中华民国成立初期，消防队归属天津警察厅，维持原有编制。1928年，天津特别市公安局设消防总队，辖2个分队、5个派出所，编制120人。1936年，天津市3个特别区消防队改由消防总队直辖，消防总队共辖5个分队、5个派出所，编制194人。
1937年7月30日，日军占领天津，天津市治安维持会警察局沿袭旧制，仍设消防总队。1938年，天津特别市公署警察局设消防队，下设4个分队共17个班，共207人；设保安科消防股，主管消防工作和训练。1940年，消防队改为消防总队。1943年，消防总队扩为8个分队，共341人。
1945年，日本投降，国民政府天津市警察局接收原日伪机构，设消防总队，下设8个分队，共344人。
1949年1月，中国人民解放军占领天津，天津市人民政府公安局接管了原国民政府天津市警察局消防总队，消防总队隶属于天津市公安局公安处（第一处）行政科。10月，消防总队改为消防大队。12月，消防大队改由天津市公安局第三处（公安行政处）领导，扩充至9个分队，共360人。
1953年8月，天津市公安局交通大队、消防大队合并成立天津市公安局交通消防处（第七处）。1954年11月，交通消防处改为天津市公安局治安三处。这一时期，市区消防分队扩充至11个，消防干警增加至413人。
1957年8月，天津市公安局将消防工作从交通消防处分出，成立消防管理处（治安三处），对外亦称消防大队。1958年6月，天津市55家工厂、仓库的专职消防队470人编入天津市公安局消防大队，消防分队增加至14个，消防干警增加至883人。1963年8月，消防大队改称消防民警大队，消防分队改成消防民警中队。
1965年5月，根据国防部、公安部、内务部、财政部、国家编委《关于公安消防民警实行义务兵役制有关问题的联合通告》精神，小队长（班长）以下人员实行义务兵役制，消防民警大队改为天津市公安消防支队，各分局防火科和塘沽区两个消防分队划归消防管理处。这一时期，消防分队扩充至18个，消防干警增加至1059人。
1966年6月，“文化大革命”爆发。1967年2月，天津市公安局实行军事管制。1969年8月，消防处改编为天津市公安机关军管会第五大队。1973年3月，恢复为消防处。1973年12月1日，消防处列为治安三处，对外称消防民警大队。1973年12月30日，根据国务院、中央军委《关于公安消防队伍领导关系问题的通知》，消防民警大队改为天津市公安局消防民警总队，仍列为治安三处，辖21个消防中队，消防干警共1600人。1976年，国务院、中央军委批准了公安部、总参谋部、总政治部、总后勤部《关于全国武装民警工作会议情况的报告》，消防中队干部纳入现役。1979年至1980年，天津市各区公安分局、各县公安局陆续建立防火科。
1983年1月，根据中共中央转批公安部党组《关于人民武装警察管理体制问题的请示报告》，天津市公安局消防民警总队及18个区县防火科划归中国人民武装警察部队天津市总队序列，消防业务工作仍由天津市公安局领导。1984年3月，天津市公安局治安三处改为十三处，对外仍称消防民警总队。至1987年，天津市公安局消防民警总队辖32个科室、5个消防大队、32个消防中队，消防干警共2602人。
1987年12月，天津市公安局消防民警总队下辖的5个大队改为支队。1988年10月，公安部发出《关于武警部队授衔工作有关规定》，公安消防部队实行警衔制。至1990年，天津市公安局消防民警总队设有机关科室16个，辖区县防火科18个、5个消防支队、33个消防中队，共3227人。
1992年4月，天津市公安消防总队第三十二中队移交天津民航局。1994年6月，天津市公安局消防处改为天津市公安消防局，仍隶属天津市公安局。1994年，天津市公安消防局由副师级调为正师级。1996年10月，公安部批准天津市公安消防总队编制表，天津市公安消防总队下辖27个业务处、22个直属单位、5个消防支队、15个公安分局消防监督处、5个县公安局消防大队、34个消防中队。
1998年1月，天津市公安消防总队实施“处、科、队合一”，全市18个区县和天津港保税区、天津经济技术开发区成立20个公安消防支队、大队，各区县消防监督处（科）合并至区县公安消防支队、大队，35个消防中队按驻地划归给各支队、大队。至1998年底，天津市公安消防总队共有消防官兵3817人。
2018年3月，《深化党和国家机构改革方案》公布，公安消防部队全部退出现役，成建制划归应急管理部，承担灭火救援和其他应急救援工作，现役编制全部转为行政编制。10月9日，公安消防部队移交应急管理部交接仪式举行。2018年12月27日，该部举行授旗、授衔、换装仪式。2019年12月31日，天津市消防救援总队正式挂牌，其下辖各消防救援支队亦于同日举行挂牌仪式。
2024年6月，各消防救援总队、支队、大队加挂驻地省、市、县三级消防救援局牌子，天津市消防救援总队加挂天津市消防救援局牌子。

## 职责
根据《消防救援队伍总队及以下单位机构编制方案》，天津市消防救援总队承担下列职责：
1. 承担城乡综合性消防救援工作，负责指挥调度相关灾害事故救援行动，承担重要会议、大型活动消防安全保卫工作。
2. 承担火灾预防、消防监督执法以及火灾事故调查处理相关工作，依法行使消防安全综合监管职能，推动落实消防安全责任制。
3. 参与拟订消防专项规划，参与起草地方性消防法规、规章草案并监督实施。
4. 负责消防救援队伍综合性消防救援预案编制、战术研究和执勤备战、训练演练等工作。
5. 负责消防救援信息化和应急通信建设，承担综合性消防救援行动应急通信保障工作。
6. 负责消防安全宣传教育，组织指导社会消防力量建设。
7. 负责消防应急救援专业队伍规划、建设与调度指挥，参与组织协调动员各类社会救援力量参加救援任务。
8. 负责消防救援队伍建设与管理。
9. 完成应急管理部和所在省（区、市）党委政府交办的相关任务。

## 组织机构
根据《消防救援队伍总队及以下单位机构编制方案》，天津市消防救援总队属于一类总队。

### 机关内设机构
天津市消防救援总队机关设有16个业务处室，以及灭火救援指挥部和政治部。
- 灭火救援指挥部
  - 指挥中心
  - 作战训练处
  - 特种灾害救援处
  - 信息通信处
- 政治部
  - 机关党委（组织教育处）
  - 人事处
  - 队务处
- 办公室
- 纪检督察室
- 审计室
- 防火监督处
- 法制与社会消防工作处
- 科技处
- 新闻宣传处
- 后勤装备处
- 财务处

### 消防救援支队
天津市消防救援支队下辖22个消防救援支队，包括16个市辖区消防救援支队，设在天津经济技术开发区、天津港保税区、天津滨海高新技术产业开发区的3个消防救援支队以及特勤、轨道交通、训练与战勤保障3个支队。其中，滨海新区消防救援支队下辖5个大队，是唯一下辖大队的支队。
- 滨海新区消防救援支队
  - 滨海新区消防救援支队汉沽大队
  - 滨海新区消防救援支队塘沽大队
  - 滨海新区消防救援支队大港大队
  - 滨海新区消防救援支队东疆保税区大队
  - 滨海新区消防救援支队中新天津生态城大队
- 河西区消防救援支队
- 和平区消防救援支队
- 河东区消防救援支队
- 南开区消防救援支队
- 河北区消防救援支队
- 红桥区消防救援支队
- 东丽区消防救援支队
- 西青区消防救援支队
- 津南区消防救援支队
- 北辰区消防救援支队
- 武清区消防救援支队
- 宝坻区消防救援支队
- 宁河区消防救援支队
- 静海区消防救援支队
- 蓟州区消防救援支队
- 天津经济技术开发区消防救援支队
- 天津港保税区消防救援支队
- 天津滨海高新技术产业开发区消防救援支队
- 天津市消防救援总队特勤支队
- 天津市消防救援总队轨道交通支队
- 天津市消防救援总队训练与战勤保障支队

## 救援力量
截至2021年，天津市消防救援总队共有约160个消防救援站，456辆执勤消防车。根据《消防救援队伍总队及以下单位机构编制方案》，天津市消防救援总队编制总额4936名，其中干部1674名、消防员3262名。此外，天津市、区两级人民政府另有政府专职消防员2133人、消防文员595人。

## 行动
2016至2020年间，天津市消防救援总队接处警23.74万起，营救疏散转移人员22349人，累计检查企业单位69.6万家次，督促整改隐患84.6万处，处罚案例2.08万件。

### 2015年天津港危化品仓库爆炸事故救援
2015年8月12日22时51分许，天津滨海新区港务集团瑞海物流危化品堆垛发生火灾。22时52分许，天津市公安消防总队接到火警，先后派出6个消防中队前往现场支援。23时34分，现场先后发生两次大爆炸，导致多名消防官兵牺牲、失联。23时40分许，天津市公安消防总队再次调集9个消防中队前往现场支援。8月14日16时40分，现场明火被扑灭。事故处置过程中，天津市公安消防总队共调集了46个消防中队、1200余名消防官兵参与救援。事故中，天津市公安消防总队有24名官兵牺牲、69名官兵受伤，此次事故是1949年以来消防官兵伤亡最为惨重的事件。

## 历任领导

### 天津市公安消防总队
| 天津市公安消防总队（中国人民武装警察部队天津市消防总队）总队长 - 王子岗 武警少将 （2010年1月－2012年） - 王秋彧 武警少将 （2012年－2015年） - 周天 武警大校（2015年3月－2017年12月） | 天津市公安消防总队（中国人民武装警察部队天津市消防总队）政治委员 - 王子岗 武警大校（2009年1月－2010年1月） - 徐豪元 武警大校（2010年1月－2013年2月） - 岳喜强 武警少将（2013年－2015年） - 刘锡鑫 武警大校（2016年－2018年） |

### 天津市消防救援总队
| 天津市消防救援总队总队长 - 张福好 高级指挥长（2019年4月－2021年） - 何宁 高级指挥长（2021年1月－） | 天津市消防救援总队政治委员 - 刘锡鑫 高级指挥长（2018年－2020年） - 刘心元 高级指挥长（2020年－） |